# Torna a 2000. évi nyári olimpiai játékokon
A 2000. évi nyári olimpiai játékokon tornában tizennyolc versenyszámban osztottak érmeket, a férfiaknál nyolc hagyományos szertorna szám mellett trambulin is szerepelt, a nőknél hat hagyományos, két ritmikus gimnasztika szám mellett szerepelt a trambulin is.

## Férfi

### Éremtáblázat
A táblázatokban Magyarország és a rendező nemzet csapata eltérő háttérszínnel, az egyes számoszlopok legmagasabb értéke vagy értékei vastagítással kiemelve.
| A 2000. évi nyári olimpiai játékok éremtáblázata férfi tornában | A 2000. évi nyári olimpiai játékok éremtáblázata férfi tornában | A 2000. évi nyári olimpiai játékok éremtáblázata férfi tornában | A 2000. évi nyári olimpiai játékok éremtáblázata férfi tornában | A 2000. évi nyári olimpiai játékok éremtáblázata férfi tornában | Olimpia  |
| --------------------------------------------------------------- | --------------------------------------------------------------- | --------------------------------------------------------------- | --------------------------------------------------------------- | --------------------------------------------------------------- | -------- |
|                                                                 | Ország                                                          | Arany                                                           | Ezüst                                                           | Bronz                                                           | Összesen |
| 1.                                                              | Oroszország (RUS)                                               | 3                                                               | 2                                                               | 3                                                               | 8        |
| 2.                                                              | Kína (CHN)                                                      | 2                                                               | 1                                                               | 1                                                               | 4        |
| 3.                                                              | Magyarország (HUN)                                              | 1                                                               | 0                                                               | 0                                                               | 1        |
| 3.                                                              | Lettország (LAT)                                                | 1                                                               | 0                                                               | 0                                                               | 1        |
| 3.                                                              | Románia (ROU)                                                   | 1                                                               | 0                                                               | 0                                                               | 1        |
| 3.                                                              | Spanyolország (ESP)                                             | 1                                                               | 0                                                               | 0                                                               | 1        |
|                                                                 |                                                                 |                                                                 |                                                                 |                                                                 |          |
| 7.                                                              | Franciaország (FRA)                                             | 0                                                               | 2                                                               | 0                                                               | 2        |
| 8.                                                              | Ukrajna (UKR)                                                   | 0                                                               | 1                                                               | 1                                                               | 2        |
| 9.                                                              | Ausztrália (AUS)                                                | 0                                                               | 1                                                               | 0                                                               | 1        |
| 9.                                                              | Dél-Korea (KOR)                                                 | 0                                                               | 1                                                               | 0                                                               | 1        |
| 9.                                                              | Görögország (GRE)                                               | 0                                                               | 1                                                               | 0                                                               | 1        |
|                                                                 |                                                                 |                                                                 |                                                                 |                                                                 |          |
| 12.                                                             | Bulgária (BUL)                                                  | 0                                                               | 0                                                               | 2                                                               | 2        |
| 13.                                                             | Lengyelország (POL)                                             | 0                                                               | 0                                                               | 1                                                               | 1        |
| 13.                                                             | Kanada (CAN)                                                    | 0                                                               | 0                                                               | 1                                                               | 1        |
|                                                                 |                                                                 |                                                                 |                                                                 |                                                                 |          |
| Összesen                                                        | Összesen                                                        | 9                                                               | 9                                                               | 9                                                               | 27       |

### Érmesek
| A 2000. évi nyári olimpiai játékok érmesei férfi tornában | | | |
| Versenyszám                                               | Arany | Ezüst | Bronz |
| Gyűrű                                                     | Csollány Szilveszter · Magyarország (HUN) · 9,850 | Dimoszthénisz Tambákosz · Görögország (GRE) · 9,762                                                                                             | Jordan Jovcsev · Bulgária (BUL) · 9,737 |
| Korlát                                                    | Li Hsziao-peng (Li Xiaopeng) · Kína (CHN) · 9,825 | I Dzsuhjong · Dél-Korea (KOR) · 9,812 | Alekszej Nyemov · Oroszország (RUS) · 9,800 |
| Lólengés                                                  | Marius Urzică · Románia (ROU) · 9,862 | Éric Poujade · Franciaország (FRA) · 9,825 | Alekszej Nyemov · Oroszország (RUS) · 9,800 |
| Nyújtó                                                    | Alekszej Nyemov · Oroszország (RUS) · 9,787 | Benjamin Varonian · Franciaország (FRA) · 9,787                                                                                                 | I Dzsuhjong · Dél-Korea (KOR) · 9,775 |
| Talaj                                                     | Igors Vihrovs · Lettország (LAT) · 9,812 | Alekszej Nyemov · Oroszország (RUS) · 9,800 | Jordan Jovcsev · Bulgária (BUL) · 9,787 |
| Ugrás                                                     | Gervasio Deferr · Spanyolország (ESP) · 9,712 | Alekszej Bondarenko · Oroszország (RUS) · 9,587                                                                                                 | Leszek Blanik · Lengyelország (POL) · 9,475 |
| Összetett egyéni                                          | Alekszej Nyemov · Oroszország (RUS) · 58,474 | Jang Vej (Yang Wei) · Kína (CHN) · 58,361 | Olekszandr Beres · Ukrajna (UKR) · 58,212 |
| Összetett csapat                                          | Kína (CHN) · Cseng Li-huj (Zheng Lihui) · Hsziao Csün-feng (Xiao Junfeng) · Hszing Ao-vej (Xing Aowei) · Huang Hszü (Huang Xu) · Jang Vej (Yang Wei) · Li Hsziao-peng (Li Xiaopeng) · 231,919 | Ukrajna (UKR) · Olekszandr Beres · Valerij Honcsarov · Ruszlan Mezencev · Valerij Pereskura · Olekszandr Szvitlicsnij · Roman Zozulja · 230,306 | Oroszország (RUS) · Makszim Aljosin · Alekszej Bondarenko · Dmitrij Drevin · Nyikolaj Krjukov · Alekszej Nyemov · Jevgenyij Podgornij · 230,019 |

## Női

### Éremtáblázat
| A 2000. évi nyári olimpiai játékok éremtáblázata női tornában | A 2000. évi nyári olimpiai játékok éremtáblázata női tornában | A 2000. évi nyári olimpiai játékok éremtáblázata női tornában | A 2000. évi nyári olimpiai játékok éremtáblázata női tornában | A 2000. évi nyári olimpiai játékok éremtáblázata női tornában | Olimpia  |
| ------------------------------------------------------------- | ------------------------------------------------------------- | ------------------------------------------------------------- | ------------------------------------------------------------- | ------------------------------------------------------------- | -------- |
|                                                               | Ország                                                        | Arany                                                         | Ezüst                                                         | Bronz                                                         | Összesen |
| 1.                                                            | Oroszország (RUS)                                             | 6                                                             | 3                                                             | 3                                                             | 12       |
| 2.                                                            | Románia (ROU)                                                 | 2                                                             | 2                                                             | 1                                                             | 5        |
| 3.                                                            | Kína (CHN)                                                    | 1                                                             | 1                                                             | 2                                                             | 4        |
|                                                               |                                                               |                                                               |                                                               |                                                               |          |
| 4.                                                            | Fehéroroszország (BLR)                                        | 0                                                             | 2                                                             | 0                                                             | 2        |
| 5.                                                            | Ukrajna (UKR)                                                 | 0                                                             | 1                                                             | 0                                                             | 1        |
|                                                               |                                                               |                                                               |                                                               |                                                               |          |
| 6.                                                            | Görögország (GRE)                                             | 0                                                             | 0                                                             | 1                                                             | 1        |
| 6.                                                            | Kanada (CAN)                                                  | 0                                                             | 0                                                             | 1                                                             | 1        |
| 6.                                                            | Egyesült Államok (USA)                                        | 0                                                             | 0                                                             | 1                                                             | 1        |
|                                                               |                                                               |                                                               |                                                               |                                                               |          |
| Összesen                                                      | Összesen                                                      | 9                                                             | 9                                                             | 9                                                             | 27       |

### Érmesek
2010-ben a NOB diszkvalifikálta az eredetileg bronzérmes kínai csapatot, mert kiderült, hogy a csapatban egy 2000-ben még csak 14 éves sportolót neveztek, míg az alsó korhatár 16 év volt akkor.
| A 2000. évi nyári olimpiai játékok érmesei női tornában | | | |
| Versenyszám                                             | Arany | Ezüst | Bronz |
| Gerenda                                                 | Liu Hszüan (Liu Xuan) · Kína (CHN) · 9,825                                                                                     | Jekatyerina Lobaznyuk · Oroszország (RUS) · 9,787 | Jelena Produnova · Oroszország (RUS) · 9,775                                                                                     |
| Felemás korlát                                          | Szvetlana Horkina · Oroszország (RUS) · 9,862                                                                                  | Ling Csie (Ling Jie) · Kína (CHN) · 9,837 | Jang Jün (Yang Yun) · Kína (CHN) · 9,787                                                                                         |
| Ugrás                                                   | Jelena Zamolodcsikova · Oroszország (RUS) · 9,731                                                                              | Andreea Răducan · Románia (ROU) · 9,693 | Jekatyerina Lobaznyuk · Oroszország (RUS) · 9,674                                                                                |
| Talaj                                                   | Jelena Zamolodcsikova · Oroszország (RUS) · 9,850                                                                              | Szvetlana Horkina · Oroszország (RUS) · 9,812 | Simona Amânar · Románia (ROU) · 9,712                                                                                            |
| Összetett egyéni                                        | Simona Amânar · Románia (ROU) · 38,642                                                                                         | Maria Olaru · Románia (ROU) · 398,581 | Liu Hszüan (Liu Xuan) · Kína (CHN) · 38,418                                                                                      |
| Összetett csapat                                        | Románia (ROU) · Simona Amânar · Loredana Boboc · Andreea Isărescu · Maria Olaru · Claudia Presăcan · Andreea Răducan · 154,608 | Oroszország (RUS) · Anna Csepeleva · Szvetlana Horkina · Anasztaszija Kolesznyikova · Jekatyerina Lobaznyuk · Jelena Produnova · Jelena Zamolodcsikova · 154,403 | Egyesült Államok (USA) · Amy Chow · Jamie Dantzscher · Dominique Dawes · Kristin Maloney · Elise Ray · Tasha Schwikert · 152,933 |

## Ritmikus gimnasztika
| A 2000. évi nyári olimpiai játékok érmesei ritmikus gimnasztikában | | | |
| Versenyszám                                                        | Arany | Ezüst | Bronz |
| Egyéni                                                             | Julija Barszukova · Oroszország (RUS)                                                                                       | Julija Raszkina · Fehéroroszország (BLR)                                                                                       | Alina Kabajeva · Oroszország (RUS)                                                                                            |
| Csapat                                                             | Oroszország (RUS) · Irina Belova · Natalja Lavrova · Marija Nyetyeszova · Jelena Salamova · Vera Simanszkaja · Irina Zilber | Fehéroroszország (BLR) · Taccjana Ananyka · Taccjana Belan · Hanna Hlazkova · Irina Iljankova · Marija Lazuk · Volha Puzsevics | Görögország (GRE) · Iríni Aindilí · Evangelía Hrisztodúlu · María Jeorgátu · Zaharúla Kariámi · Haríklia Pandazí · Ána Polátu |

## Trambulin
| A 2000. évi nyári olimpiai játékok érmesei trambulinban |                                            |                                   |                                |
| Versenyszám                                             | Arany                                      | Ezüst                             | Bronz                          |
| Férfi                                                   | Alekszandr Moszkalenko · Oroszország (RUS) | Ji Wallace · Ausztrália (AUS)     | Mathieu Turgeon · Kanada (CAN) |
| Női                                                     | Irina Karavajeva · Oroszország (RUS)       | Okszana Cihuljova · Ukrajna (UKR) | Karen Cockburn · Kanada (CAN)  |